# Cytosine désaminase
La cytosine désaminase est une hydrolase qui catalyse la réaction :
cytosine + H2O  {\displaystyle \rightleftharpoons }  uracile + NH3.
Cette enzyme n'est présente que chez les procaryotes et les mycètes, où elle intervient dans la voie de sauvetage des pyrimidines.